# 富山地方鉄道富山軌道線
富山軌道線（とやまきどうせん）は、富山県富山市内で富山地方鉄道が運営する軌道路線（路面電車）の総称。「富山市内軌道線」とも称される。
車内アナウンスでは、「富山地鉄市内電車」とアナウンスされる。富山市が運営する富山市電だった時代があることから、民営となった現在でも「市内電車」「市街電車」の意味で市電と呼ばれている。
現在では様々な都市交通関連法の整備により、自治体が軌道を保有したり市内路線の整備・管理に大きな力を持つようになったりしていることから、本項では「富山市の交通政策」のうち市内の軌道交通に関連した施策や政策についてもあわせて取り上げ、解説に含める。

## 路線データ
2015年（平成27年）4月時点
- 路線距離（営業キロ）
  - 営業上　7.6km（電鉄富山駅・エスタ前 - 支線接続点 - 富山駅 0.2km、富山駅 - 支線接続点 - 新富町 0.4kmとして計算）
  - 路線名称上　合計7.5km（電鉄富山駅・エスタ前 - 支線接続点 - 新富町 0.3km、支線接続点 - 富山駅 0.2kmとして計算）
    - 本線：南富山駅前 - 電鉄富山駅・エスタ前 3.6km
    - 支線：電鉄富山駅・エスタ前 - 丸の内 1.0km
    - 安野屋線：丸の内 - 安野屋 0.4km
    - 呉羽線：安野屋 - 富山大学前 1.4km
    - 富山都心線：丸の内 - 西町 0.9km - 富山市が施設を所有
    - 富山駅南北接続線：支線接続点 - 富山駅 0.2km - 富山市が施設を所有
- 軌間：1,067mm
- 停留場数：25（起終点含む）
- 複線区間：南富山駅前 - 富山大学前間、支線接続点 - 富山駅間（富山都心線を除く全線）
- 単線区間：丸の内 → 西町（富山都心線・一方通行）
- 電化区間：全線（直流600V）

## 運行形態
運行ルートによって「市内電車」または「環状線」と呼ばれており、あわせて以下の6つの系統がある。
- 市内電車
  - 1系統：南富山駅前 - 富山駅間
  - 2系統：南富山駅前 - 富山駅 - 富山大学前間
  - 4系統：南富山駅前 - 富山駅 - 岩瀬浜間（富山港線直通）
  - 5系統：富山大学前 - 富山駅 - 岩瀬浜間（富山港線直通）
- 環状線（片方向のみ運行）
  - 3系統：丸の内 → グランドプラザ前 → 荒町 → 富山駅 → 丸の内
  - 6系統：丸の内→ グランドプラザ前 → 荒町 → 富山駅 → 岩瀬浜（富山港線直通） → 富山駅 → 丸の内

富山港線直通運転開始前、市内電車は1系統と2系統とが基本的に交互に運転されており、日中は市内電車が平日・休日ともにそれぞれ毎時6本の10分間隔（重複区間の南富山駅前 - 富山駅間は5分間隔）であった。直通運転開始後は2系統のうち毎時1本が富山港線直通の4系統、5系統に差し替えられ、4系統と5系統は市内線区間において、富山駅でそれぞれが入れ替わる形態となり実質的な運行本数に変化はないが、富山駅をまたいで2系統を利用するケースでは毎時1本減便となった。なお、2024年4月15日のダイヤ改正で原則として2系統と富山港線直通系統のみが7 - 8分間隔で運転されるようになった（1系統は一部時間帯を除き運転取りやめとなった）。
環状線は富山都心線経由で富山駅 → グランドプラザ前 → 富山駅間を反時計回りで運行する。かつては日中は平日より休日のほうが運行本数が多く、平日は毎時4本の15分間隔、休日は毎時6本の10分間隔で、このうち毎時2本（30分間隔）が富山港線直通の6系統、残りの2本あるいは4本が環状線内完結の3系統となっていた。2021年3月21日のダイヤ改正で平日・休日とも毎時4本の15分間隔となっている。
富山港線内においては、日中は毎時4本の15分間隔で、4系統と5系統が毎時1本ずつ（合わせて30分間隔）、6系統が毎時2本の30分間隔の運行となっている。
1997年（平成9年）3月、1系統を南富山駅前 - 富山駅前から南富山駅前 - 県庁前に延長したが、2001年（平成13年）12月10日改正で元に戻された。毎年8月1日の花火大会の日は南富山駅前・富山駅前と安野屋を結ぶ臨時列車が増発される。
貸切運行も受け付けている。

## 運賃
運賃は、大人210円、小人110円の均一制である（2019年10月1日改定）。大人運賃は12歳以上（小学生を除く）、小人運賃は6歳以上12歳未満（12歳以上の小学生を含み、未就学児を除く）に適用される。小人運賃は大人運賃の半額で、10円未満の端数が出る場合、切り上げをする。1歳以上6歳未満の「幼児」については小学生以上の同伴者1名に対して幼児2名まで無料であり、3人目以降や、同伴無しで乗車する場合は小人料金が適用される。1歳未満は無料である。交通系ICカード（ecomycaまたは相互利用可能なpassca）で乗車時、15%の割引をした上で10円未満の端数を切り上げるため、大人180円、小人90円となる。ただし、全国相互利用サービスに対応した交通系ICカードでの利用時は正規運賃が適用される。
なお、市内電車同士は丸の内と中町（西町北）でのみ通し運賃での乗り継ぎが可能である。また、富山港線とまたいで利用した場合も運賃は変わらない。

### 運賃の変遷
大人運賃（1961年以降）
- 1961年（昭和36年）12月10日〜 15円
- 1967年（昭和42年）11月10日〜 20円
- 1970年（昭和45年）4月7日〜 25円
- 1972年（昭和47年）6月1日〜 30円
- 1974年（昭和49年）5月7日〜 40円
- 1975年（昭和50年）9月16日〜 60円
- 1977年（昭和52年）12月7日〜 80円
- 1979年（昭和54年）12月5日〜 100円
- 1981年（昭和56年）12月3日〜 120円
- 1985年（昭和60年）4月1日〜 140円
- 1987年（昭和62年）4月1日〜 150円
- 1989年（平成元年）4月1日〜 160円
- 1993年（平成5年）10月1日〜 170円
- 1995年（平成7年）9月5日〜 190円
- 1997年（平成9年）4月1日〜 200円
- 2019年（令和元年）10月1日〜 210円[10]

## 車両
会社合併などで編入した車両を除いて、開業以来すべて自社発注の車両のみ導入しており、他の多くの事業者の路面電車でみられるような路線廃止などで他社から譲り受けた車両は存在しない。
- 7000形 - 10両
- 8000形 - 5両
- 9000形（セントラム）- 3編成 富山市から借り受けて使用。
- T100形（サントラム）- 4編成[13]
- 0600形（ポートラム） - 8編成 富山市から借り受けて使用。

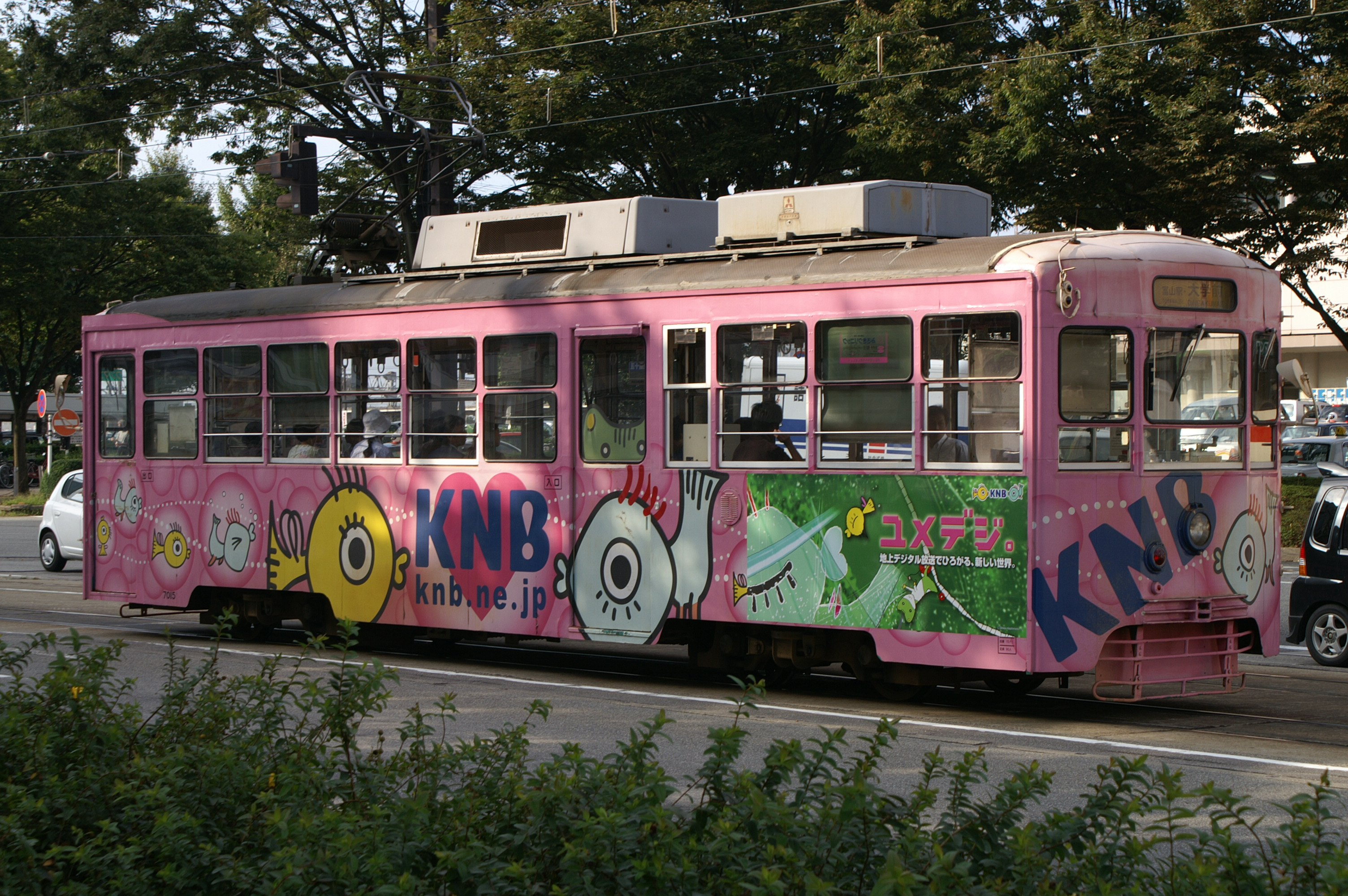
7000形の全面広告車 (7015)
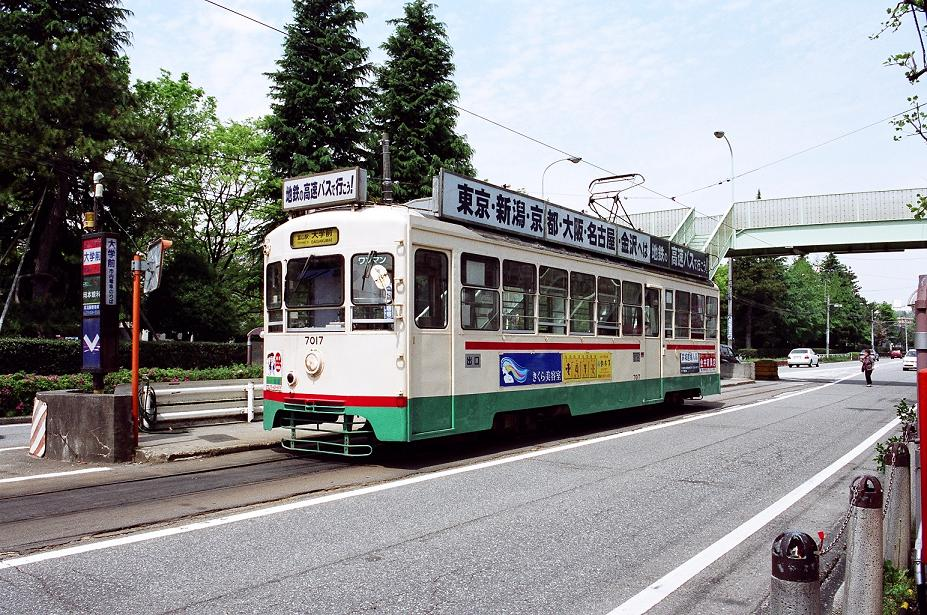
7000形の地鉄色 (7017)
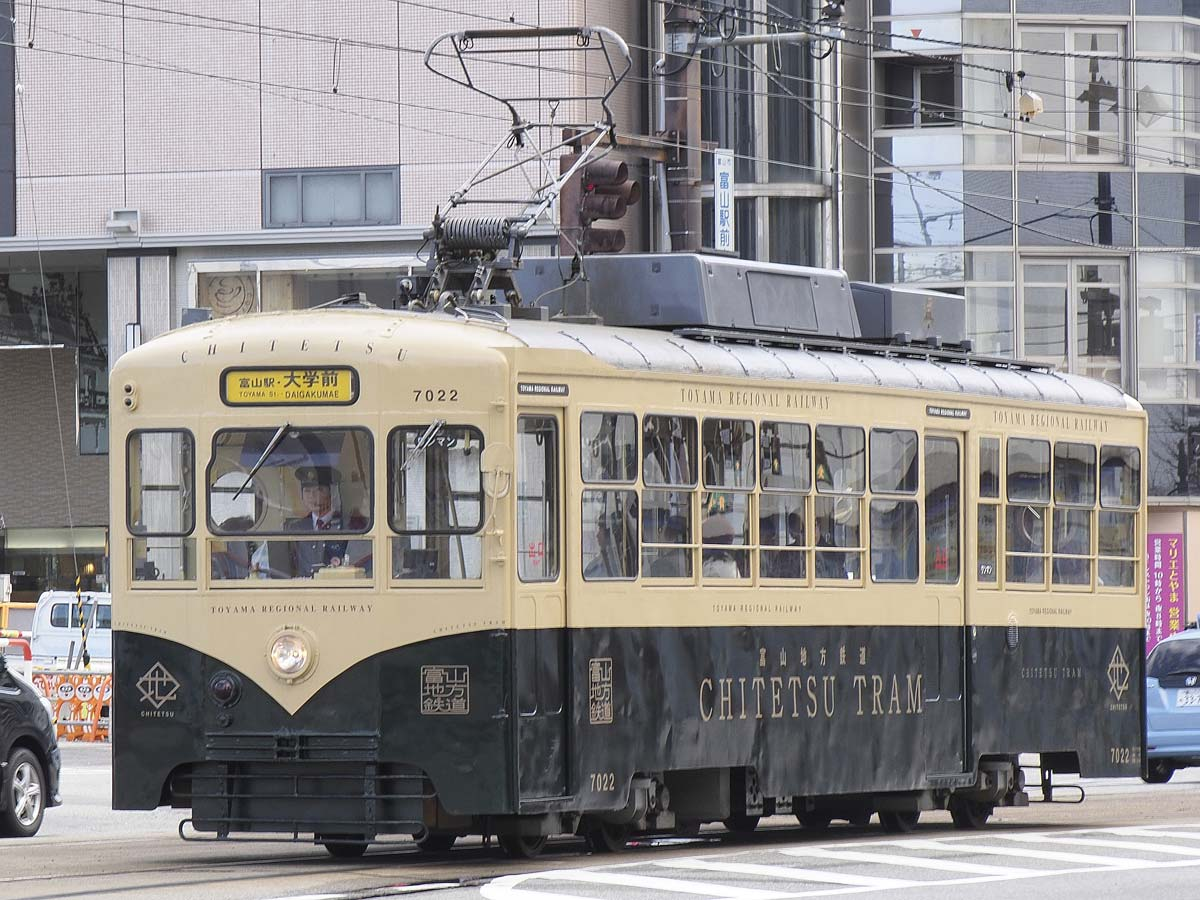
7000形 レトロ電車 (7022)
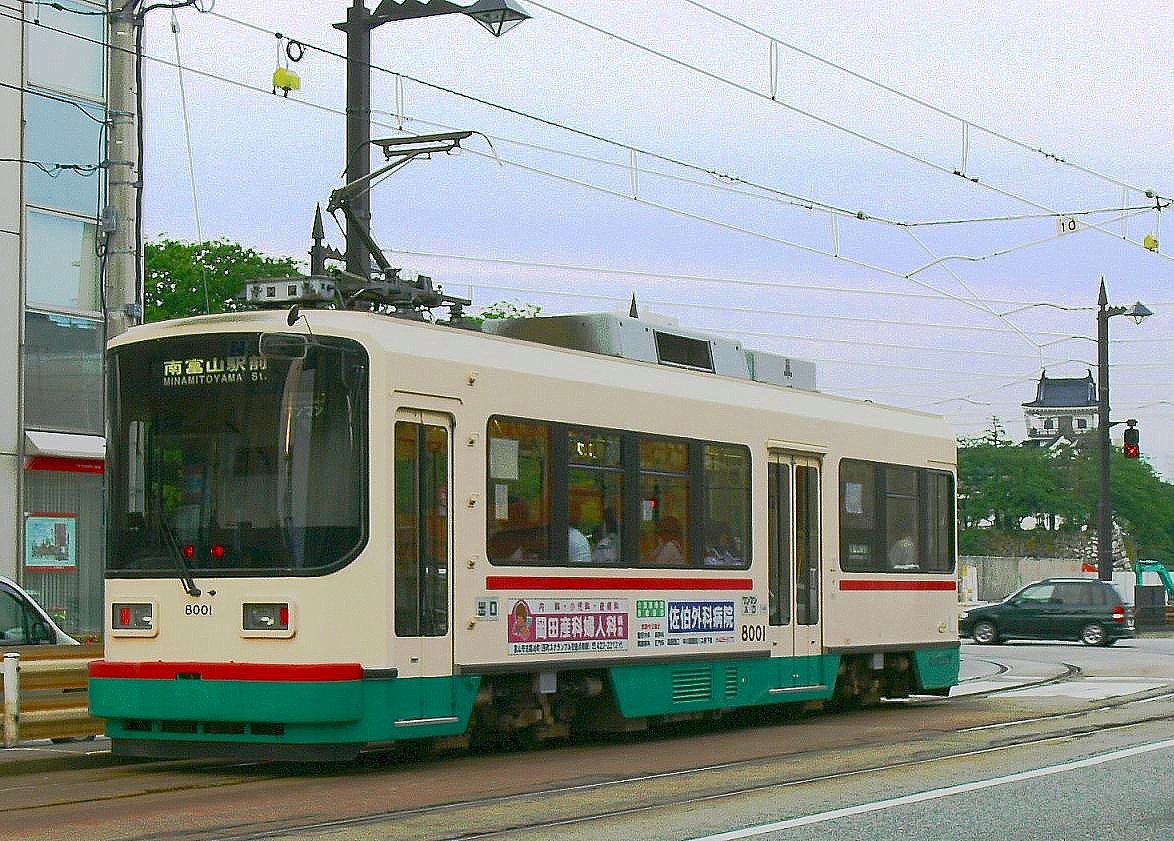
8000形 (8001)
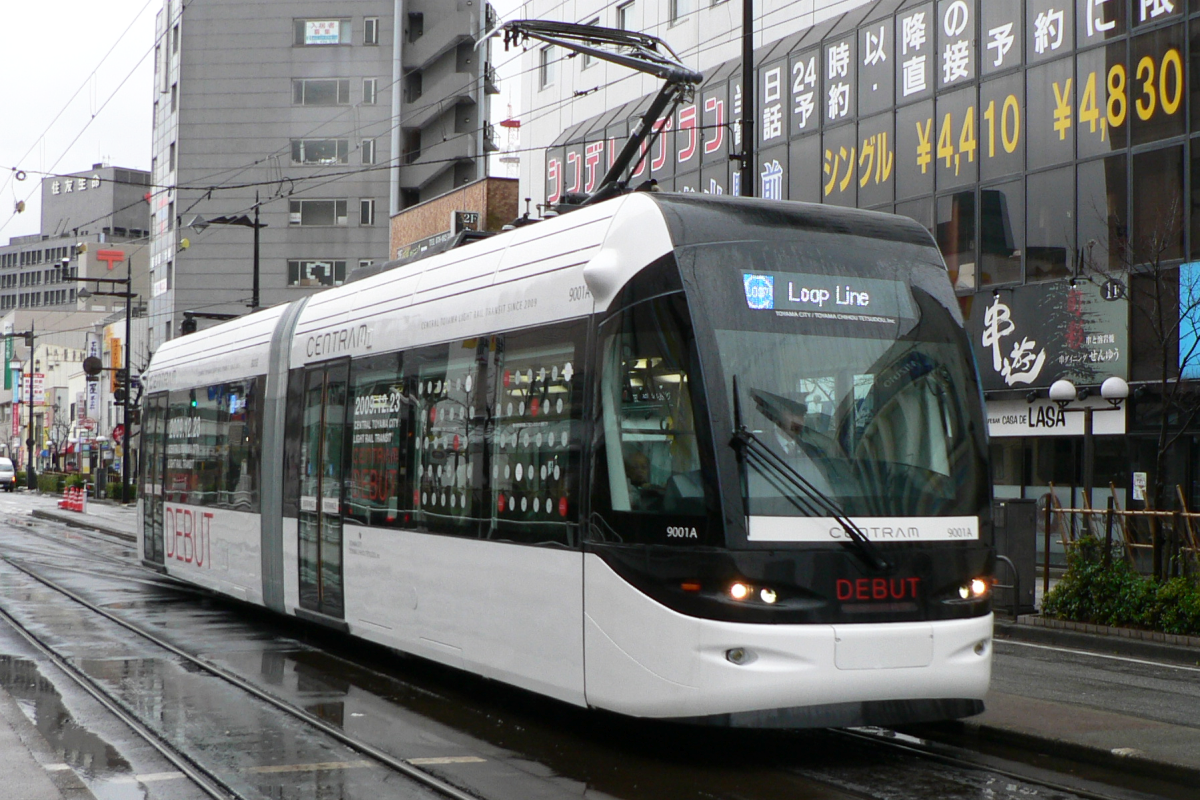
セントラム（9000形）
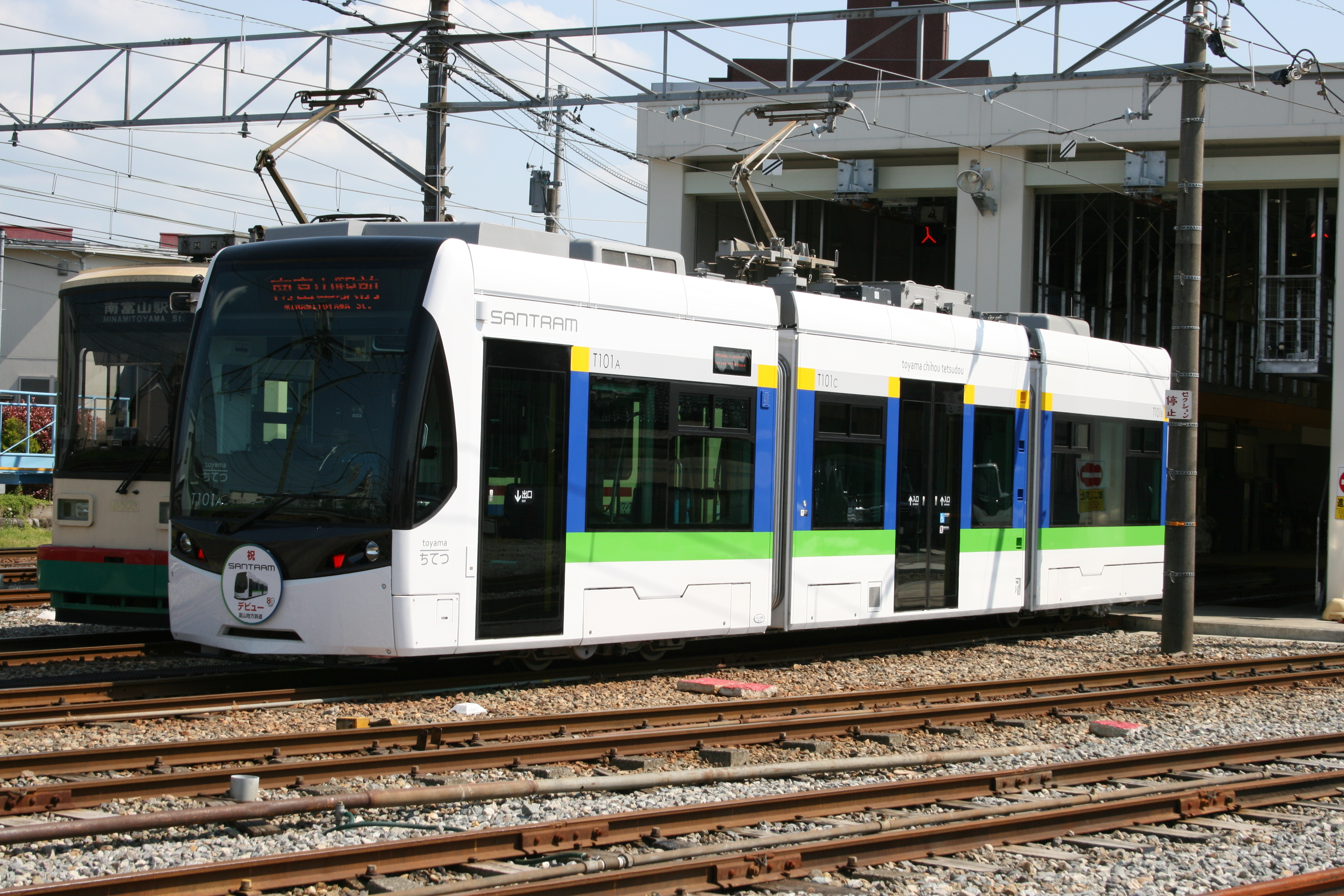
サントラム（T100形）
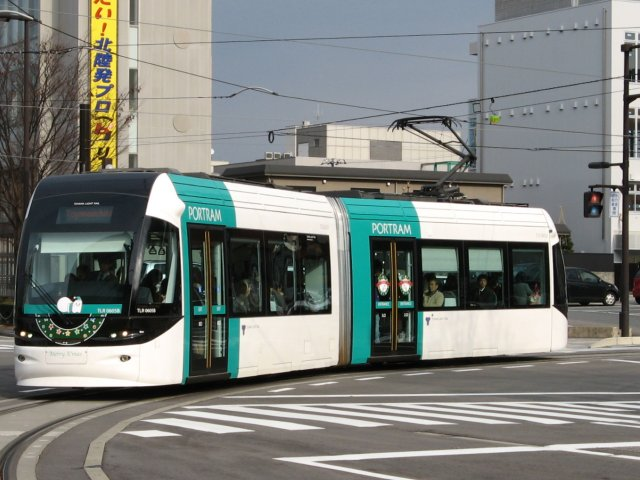
ポートラム（0600形）

## 歴史

1913年から2020年までの変遷図

### 開業から最盛期
1913年（大正2年）9月1日に、同日から開催された一府八県連合共進会本会場（現在の富山県立富山いずみ高等学校敷地）への交通手段として開業した。
開業当初は富山電気軌道により経営されていたが、1920年（大正9年）7月1日、経営不振により富山市（富山市電軌課）に譲渡され富山市営軌道となった。1943年（昭和18年）1月1日、「陸上交通事業調整法」に基づき富山地方鉄道に譲渡された。
最盛期の1960年代には約11kmの路線を有していた。当時は、現有路線のほかに以下の路線があった。また新富山駅前（現：トヨタモビリティ富山 Gスクエア五福前（五福末広町））から射水線に乗り入れる系統や、南富山駅前から笹津線に乗り入れる系統もあった。
- 丸の内 - 旅篭町 - 西町（ただし越前町交差点 - 西町交差点間は現在の富山都心線と同一経路）
- 西町 - 中教院前 - 東田地方 - 地鉄ビル前
- 中教院前 - 不二越駅前（山室線）

最盛期の系統は以下の通り。運行系統の数は6だが、奇数系統に1を加えた偶数番号を同経路の逆方運行に割り振っていた。このため12の系統番号があった。
- 1系統：富山駅前→南富山駅前
- 2系統：南富山駅前→富山駅前
- 3系統：大学前→◎丸の内→富山駅前→東田地方→中教院前→西町→旅篭町→丸の内◎→大学前 （◎-◎間は大循環外回り）
- 4系統：大学前→◎丸の内→旅篭町→西町→中教院前→東田地方→富山駅前→丸の内◎→大学前 （◎-◎間は大循環内回り）
- 5系統：不二越駅前→西町→旅篭町→丸の内→大学前
- 6系統：大学前→丸の内→旅篭町→西町→不二越駅前
- 7系統：
- 8系統：
- 9系統：
- 10系統：
- 11系統：富山駅前→東田地方→中教院前→西町→旅篭町→丸の内→富山駅前（大循環外回り）
- 12系統：富山駅前→丸の内→旅篭町→西町→中教院前→東田地方→富山駅前（大循環内回り）

鉄道線乗り入れ系統（< >内は乗り入れ先の鉄道線区間）
- 射水線乗り入れ系統：西町（後年は富山駅前） - <新富山 - 新高岡（後年は新港東口駅）>
- 笹津線乗り入れ系統：富山駅前（当初は西町） - <南富山 - 地鉄笹津（国鉄笹津駅前）>

### 合理化と路線縮小の衰退・停滞期
高度成長期を迎えた日本国内においては、急速な市街地の拡大とモータリゼーションの進展により、全国のほとんどの大・中都市で自動車利用者の増加ともに軌道系交通利用客数が漸減する傾向が次第に顕著化していった。富山市においてもその影響は次第に暗い影を落とすようになり、経営合理化のための乗務員削減を図るべく1969年（昭和44年）6月から一部系統のワンマン運転を開始し、翌1970年（昭和45年）4月までに全系統をワンマン運転に変更した。
しかし、自動車の増加による路面電車の鈍足化が利用客の減少に拍車をかける悪循環を食い止めることはできず、結局1972年（昭和47年）9月に東部線の一部（中教院前 - 北新町 - 地鉄ビル前間）が廃止となったのを皮切りに、翌1973年（昭和48年）3月には支線（西町 - 旅篭町 - 丸の内間）が廃止され、環状運転系統が消滅した。
1977年（昭和52年）8月より、射水線の新富山駅前 - 富山駅前間への乗り入れを再開するなど経営努力が続けられたが、その射水線自体が1980年（昭和55年）4月に廃止となった。さらに1984年（昭和59年）には西町 から不二越駅前へ通じていた東部線の残り（西町 - 中教院前）と山室線（中教院前 - 不二越駅前）が廃止され、路線は南富山駅前から大学前までの1本のみとなり、総延長も最盛期の半分近い6.4kmへと衰退してしまった。
その後、平成に入りバブルの崩壊と共に経済が停滞するようになると、急激な開発や市街地の拡大の速度が鈍化するとともに路面電車の代替交通機関としての新規鉄道路線や新交通システム・地下鉄等に対する自治体の高額の費用負担が不可能との判断がなされ、全国的な路面電車廃止の嵐は下火となり、現有路線を消極的に維持存続させる動きが主流となっていった。

### 路面電車の復権から再興期
20世紀末、環境問題が真剣に討議され始めると、その世相を反映して欧米諸国を中心に排気ガスを出さない公共交通機関として電気鉄道が注目を集め、路面型都市交通を復活・または新規に導入する都市が急増し始めた。それらの都市の大半では超低床車を活用したバリアフリーな水平エレベーター的な存在として導入される例が多く、そのお洒落で洗練された姿が日本にも紹介されるようになった。
その結果、国内でも旧来の路面電車をそういった次世代型路面電車システム (LRT) に改修再編し、新しい都市機能として都市の活性化に役立てようという見方がなされるようになった。富山市においても、消極的な維持から積極的な発展へと路面電車に関する見方が変化するきっかけとなり、様々な計画が実行に移されることとなった。

#### 富山都心線の開業（環状線の復活）
富山市は人口減少と少子高齢化に対応するため、「公共交通を軸としたコンパクトなまちづくり」をめざす都市政策を打ち出し、都心部の活性化及び市内の公共交通再編を路面電車を生かし発展させる方向で推進する政策を決定。その第一弾として2006年（平成18年）に富山ライトレールを開業。続く第二弾として、路線縮小により消滅していた、繁華街を回遊可能な環状線の復活を打ち出した。
計画当初は丸の内停留場を起点として1）すずかけ通りから旅籠町交差点を経て平和通を経由して西町停留場へ至る「旅籠町ルート」（旧西部線の路線復活）、2）県道44号線を東進し大手町交差点より大手モールを経由して富山国際会議場前や富山市民プラザ前を通り越前町交差点より平和通を経由して西町へ至る「大手町ルート」 （戦災前の路線復活）の二案が検討されたが、2006年（平成18年）6月に、2）の「大手町ルート」を採用することを決定、2007年（平成19年）11月15日には、丸の内から西町に至る約0.9kmを単線で敷設し富山駅前→丸の内→大手モール→荒町→富山駅前の約3.5kmを左回りでの環状運転とすることを盛り込んだ「地域公共交通総合連携計画」を国土交通省に提出すると同時に、「軌道運送高度化実施計画」としての認定を申請した。これは、同年10月に施行された地域公共交通活性化法（LRTなどで上下分離方式を認めたもの）に基づき、市が軌道や電気設備・信号設備・車両等の建設整備・保有・開業後の補修を担当する軌道整備事業者、富山地鉄が富山市から施設や車両を借りて委託営業を実施する軌道運送事業者として認定を受ける「上下分離・官設民営方式」による事業を申請するもので、軌道法における免許取得申請に相当するものである。翌2008年2月28日に全国で初の「軌道運送高度化実施計画」第一号認定を受け、これにより事業費は約30億円のうち約13億円の国費補助を受け、市の負担は約17.5億円へと軽減することとなった。
市ではこの認可に先立ち2007年度中より路線予定道路における上下水道、電線、ガス管といった地中埋設物の調査を完了。認定後の2008年（平成20年）4月、年度明けと同時に埋設物移設工事を開始した。このとき将来の乗客数増加を睨み、複線化が可能なように移設を実施している。さらに同年5月16日工事施行認可を国交省に申請、同年11月21日に認可され、12月には軌道敷設工事に着手した。新設部分の路線名は「富山都心線」と命名され、停留場は大手モール北端に国際会議場前停留場、同南端越前町交差点に大手モール停留場、平和通り総曲輪フェリオ前にグランドプラザ前停留場の3か所が新設された。軌道・架線・停留場の工事は順調に進み、2009年（平成21年）11月末に概成した。
工事と並行して2008年（平成20年）10月、車両デザインが決定。車両は2006年（平成20年）に開業した富山ライトレールや富山県高岡市の万葉線と全く同型同規格の新潟トランシス社製2車体連接LRV（超低床電車）であるが、富山ライトレールのレインボーカラー7色の車体色とは対照的な白・銀・黒のモノトーンを採用。内装もシートモケットはブラックとオレンジ、タイヤハウス部をライトブラウンとして温かみを持たせるなど環状線の独自性や個性を出すことにも留意されている。また、前面および側面の行先表示に路面電車車両としては日本国内で初めてフルカラーLEDが採用された。車両の愛称は一般公募とされ、選考の結果「セントラム」という名称に決定した。これらの車両は2009年（平成21年）11月12日に白と銀色、11月18日に黒色と順次南富山車両区に納入され、12月2日より軌道工事が完工した新線も使用しての環状試運転が開始
された。
2009年（平成21年）12月23日、歩行者専用とした大手モールに3編成の環状線全車両を集結、市民に開放して車両の展示・撮影会を行った後、午後1時より富山市による開業記念式典が開催された。続いて午後2時より発車式を行い、開業記念イベントとして無料試乗会が実施された。この日の運行は大手モール停留場では乗車のみとし、グランドプラザ前停留場 - 富山駅前停留場方面 - 丸の内停留場では自由乗降、 国際会議場前停留場で全員降車、空車にて大手モール停留場へ回送して次の希望者を乗車させるという特別運行で、3000人以上が最新車両による新線走行を体験した。当日は22時までこの無料体験のみを行って運行を終了、正式な「市内線3系統」としての営業運転は翌12月24日の始発より開始された。
乗車運賃は既存線と共通の大人200円子供100円の均一運賃で、指定された乗り継ぎ停留場で1・2系統と3系統（環状線）の相互に向かわない方向に30分以内に乗り継ぐ場合のみ、それぞれの車内にて乗り継ぎ券の発行を受けて追加運賃無しで乗車可能となっている。なお、許認可上の富山都心線の区間は丸の内から西町までである。しかし西町停留場の富山駅方面行きホームは西町交差点の南側にあって環状線の電車は停車できない。このため、富山都心線開業当初は1つ手前のグランドプラザ前停留場を西町停留場（南富山駅前方面）への乗り継ぎ停留場として指定していた。2013年5月17日に中町（西町北）停留場が西町交差点の北側に開業し、環状線の西町停留場（南富山駅前方面）への乗り継ぎ停留場をグランドプラザ前停留場から中町（西町北）停留場に変更した。

#### ICカード導入
市内線内では従来、磁気カード回数券「トラムカード」（販売額2000円で2300円分利用できるカードと販売額1900円で2200円分利用できるカードがあった）を発売していたが、市内のバス路線や2006年（平成18年）に開業した軌道線富山ライトレール線とは互換性がなかった。市内公共交通の共通乗車システムの構築を模索していた富山市は、環状線復活事業とあわせて全市内線をICカード対応化することを決定、システム整備支援費を2009年（平成21年）度予算案に計上した。
2010年（平成22年）2月、カードの名称が「ecomyca（えこまいか）」に決定、17両の軌道線車両および3編成の環状線用車両の全車両にカードリーダが導入された。同年3月14日の始発から軌道線全線で利用が開始された。ecomycaは富山ライトレール線で先行導入されていたICカード 「passca（パスカ）」と相互利用が可能で、環状線（セントラム）と他の系統を乗り換える際の乗継割引も自動で適用される。ICカードの利用開始に伴い従来の磁気式の「トラムカード」は販売終了し、トラムカードにあったプレミア分は、ecomyca利用時に運賃が170円に割り引かれるという形で引き継がれた。
2011年（平成23年）3月5日よりバス路線にも拡大導入され、2012年（平成24年）3月17日には、富山地方鉄道の鉄道線でも利用可能となった。これにより、富山市内のJR線以外のほぼ全ての公共交通が一枚のカードで利用可能となった。2021年（令和3年）10月10日よりICOCAを始めとする全国相互利用交通系ICカードも利用可能になった。ただしICOCAなどの全国相互利用交通系ICカードでは運賃割引はない。
富山市内の交通系ICカード（えこまいか、パスカ）の特徴としては、公共交通の利用促進策として、軌道系交通（市内電車・富山ライトレール）を一日4回以上利用すると4回目以降が自動的に無料となる「オート1dayサービス」のほか、市街地との相互発展を支援する機能として、ICカードを利用して公共交通で市街地の加盟店（約100店舗）を訪れて買い物をし、ICカードのチャージ分で支払いをすると、その金額に応じてICカードにチャージ可能なポイント券が付与されるというキャッシュバックサービスが付加されている。

#### 全面低床車両導入
2010年（平成22年）4月に、豊橋鉄道が2008年（平成20年）に導入したアルナ車両製3車体連結全面低床車両T1000形と同型の低床車両・T100形を導入し「サントラム」という愛称が付けられた。旧来の主力車両であった7000形12両の老朽化に伴う車両更新と利便性向上を目的としており、富山地方鉄道としては初めての低床車両の購入となる。当初は2015年（平成27年）の北陸新幹線の開業から数年以内に営業用の7000形の全車を置き換える予定としていたが、2013年2月には今後5 - 6年で4編成を導入する計画とされた。2013年（平成25年）2月10日に2編成目、2015年（平成27年）に3編成目、2017年（平成29年）11月13日に4編成目がそれぞれ営業運転を開始した。
T100形は2010年の導入直後は旧富山大橋の重量制限のため1系統のみでの運用であったが、2012年の富山大橋架け替え以降は1・2両系統で運用されている。新設の環状線での運行にも対応しているが、定期運用はなく、イベント時や、9000形（セントラム）が重要検査で入庫中の場合や事故等で修理の時だけ運用される。2012年10月には車内ライブ電車として貸切での周回運行が実施された。2013年2月には9000形の代走で環状線運用を行い、その後も年間に数回の割合で代走に入っている。

#### 富山大橋の架け替えと単線区間の複線化
神通川に架かる富山大橋は道幅が狭く、また設計も古く老朽化と相まって強度不足のためサントラム・セントラム等の大型の連接低床車両が渡橋できないなどの制約がネックとなり、全線6.4kmのうち同橋東詰の安野屋より終点の大学前に至る呉羽線区間1.2kmは単線かつ旧型車両のみの運行といった制約が課されていた。富山県と富山市、地鉄の三者はこの区間の利便性の向上について協議の上、老朽化した橋梁を拡幅するのではなく架け替え、単線軌道区間も完全に複線化することを決定した。
新しい富山大橋は旧橋の供用を継続しつつ旧橋の下流側に新設する形で2006年（平成18年）11月に着工、2012年（平成24年）3月24日に開通した。
この新橋の完成により、橋梁部及び周辺部の道路が大幅に拡幅された。軌道は安野屋停留場から大学前停留場まで複線化されたほか、架線は照明灯を兼ねたセンターポール式とされ、一部停留場を移設新築して雨よけ屋根を設置するなど設備面の充実が行われるとともに、保有全車両形式の2系統への投入が可能となったことと相まって2系統（南富山駅前 - 大学前間）の終電を30分繰り下げるダイヤ改正が実施された。

#### 富山駅路面電車南北接続事業

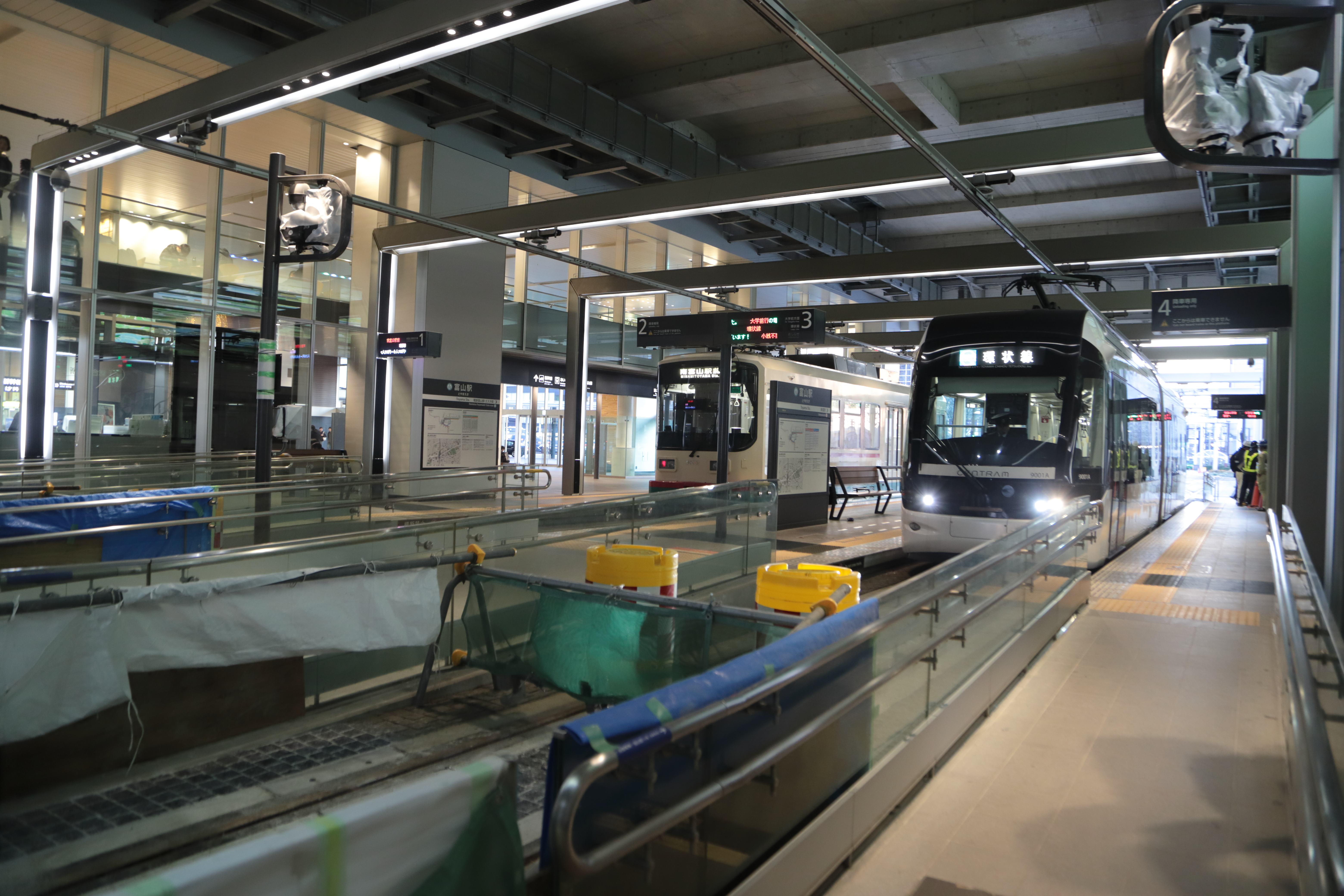
南北の接続工事が行われている富山駅停留場（2019年12月）

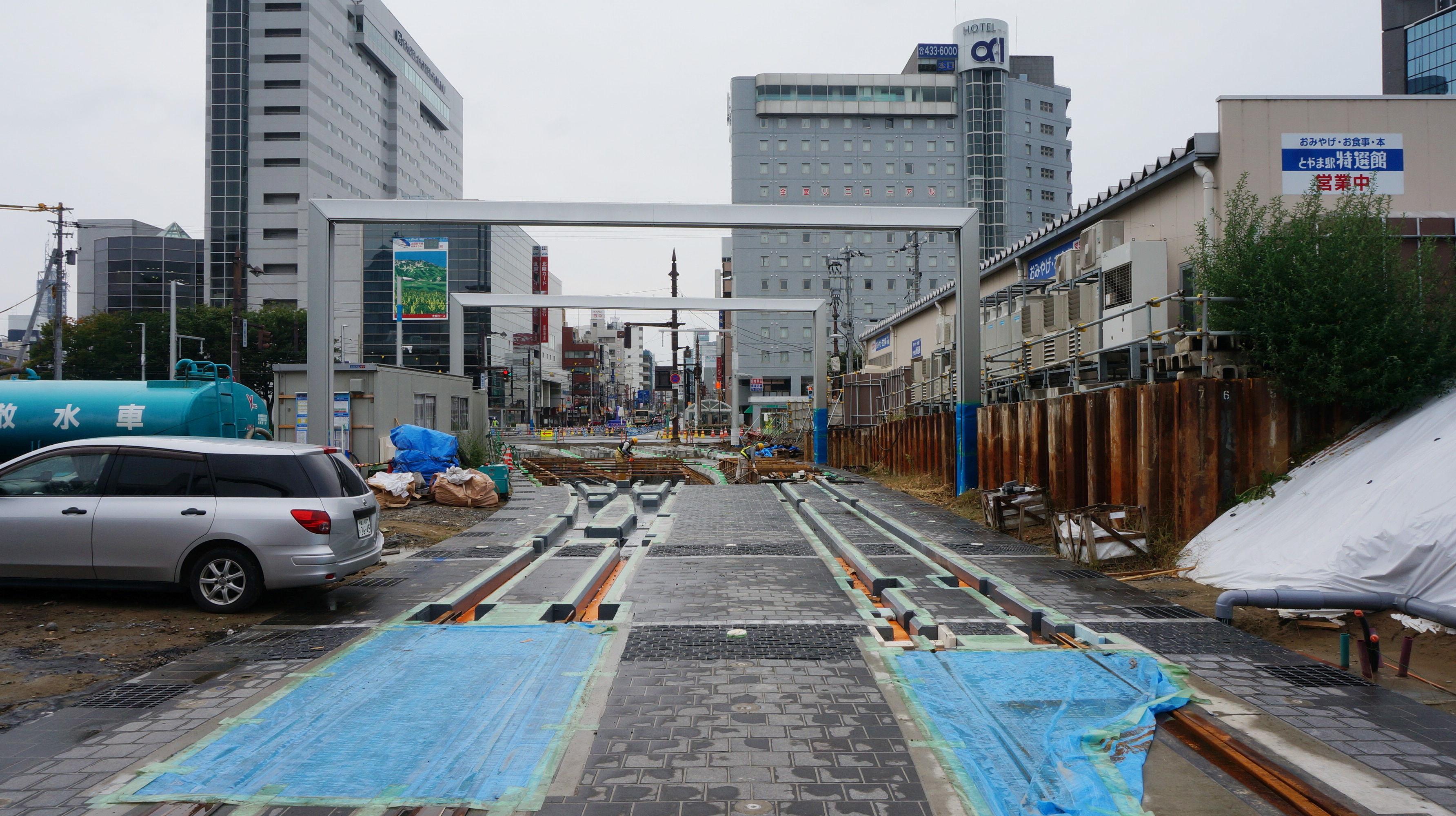
富山駅中央電停(仮称)から富山地鉄接続点まで0.16kmの軌道建設現場（2014年10月）

富山ライトレールは2006年（平成18年）4月29日に西日本旅客鉄道（JR西日本）富山港線を一部路面電車化して引き継ぐかたちで開業した。これは、富山市内はもちろん、全国的に見ても久々の路面電車の新規開業・路線拡大として話題となったが、この路線は元々は私鉄の戦時買収により国鉄に買収される以前は富岩線という富山地方鉄道の一路線であった。富山駅が2015年（平成27年）の北陸新幹線開業に伴い高架化される予定となったため、この路線の帰趨を巡っては、路面電車化のほか、鉄道線のままJR高架駅乗り入れや全線廃止してバス化するなどの様々な案が取り沙汰されたが、結果的に路面電車化した場合の社会的総便益が最も大きくなるとの結論に至り、路面電車として再出発することになったのである。
この判断には新幹線開業後に予定されている在来線高架化工事が完了し次第、富山港線を高架下から富山駅南口側へ延伸して富山軌道線と接続、直通運転を行うことで、富山中心市街地から岩瀬浜方面の交通利便を劇的に向上し得ることが当初より念頭に置かれていた。
富山市では「県都富山の新たな顔をつくる」として、富山駅高架下新幹線改札正面の南北自由通路にこの路面電車の南北接続線を通す設計で整備計画を進めており、そのコンセプトとして「セントラム・ポートラムが改札口から見える空間構成」を第一番に掲げている。
2013年（平成25年）4月26日、国土交通省は富山地方鉄道と富山市が申請していた延伸事業を認定したと発表した。それによると、富山駅高架下に新設予定の富山駅中央電停（仮称）から現軌道線との接続点までの160mを敷設して、北陸新幹線が開業する2014年度（平成26年度）末に開業し、全電車を富山駅中央電停まで運行するとした。軌道施設などは富山市が建設・保有して、超低床電車の導入や電車の運行は富山地方鉄道が行う上下分離方式が採られる。富山ライトレール富山港線の富山駅中央電停までの延伸は、計画認定申請に係る審議時の配布資料によると概ね2018年度（平成30年度）の完成を目指すとしていた。なお富山市は、富山駅中央と仮称していた富山駅高架下に新設予定の停留場名について、「富山駅」に決定したと2014年6月2日に発表した。また従来の富山駅前停留場は、乗客が混同する恐れがあるため、「電鉄富山駅・エスタ前」に改名した。
富山駅停留場は北陸新幹線の開業に合わせて2015年3月14日に開業した。2015年12月4日、国土交通省は富山市と富山ライトレール・富山地方鉄道から出されていた軌道運送高度化実施計画の変更を12月7日付で認めると発表した。これによると、富山ライトレール側の軌道延伸工事は平成31年/令和元年度（2019年度）、富山ライトレール複線化も含めた事業の完成は令和2年度（2020年度）の予定となっていた。2019年2月時点では、南北接続の完成は2020年3月の予定とされていた。
富山市・富山地方鉄道・富山ライトレールは2019年10月1日に記者会見を開き、2020年3月21日から南北を接続しての運行を開始すること、またそれによる運行形態の概要を発表した。
- 富山港線と富山軌道線の直通は南富山駅前方面・富山大学前方面・環状線方面の全てに対して行う（朝ラッシュ時は環状線方面への直通なし）。朝ラッシュ時は富山港線で1時間あたり6本運行するうち、3本を南富山駅前方面・3本を富山大学前方面へ直通。日中は富山港線で1時間あたり4本運行するうち、1本を南富山駅前方面・1本を富山大学前方面・2本を環状線方面へ直通。
- 富山軌道線の各区間では現行の運行間隔を維持するが、一部が富山港線直通に振り替えられる。このため、南富山駅前 - 富山大学前の通し系統（現行の2系統）は日中1時間に6本から5本に、環状運転（現行の3系統）は日中1時間に4本から2本へと減便となる。

なお、これに関連して丸の内停留場および中町（西町北）停留場で、岩瀬浜方面と南富山駅前・富山大学前方面との間の乗継割引が開始された。

#### フリーペーパーの車内配布
リニューアル創刊されたリクルートジョブズ発行の求人フリーペーパー『タウンワーク富山・高岡版』専用の簡易ラックが、2011年4月に電車内の磁気カード式回数券「トラムカード」販売機跡に設置され、車内配布が行われている。

#### 停留場のナンバリング導入
2019年2月9日より富山軌道線の各停留場にナンバリングを導入した。各路線ごとに色分けをし、軌道線は、C01からC25までを振り分け、南富山駅前方面は緑色、大学前（現在の富山大学前）方面はオレンジ色、環状線は白色の文字と各色の丸で囲む。

### 年表
- 1912年

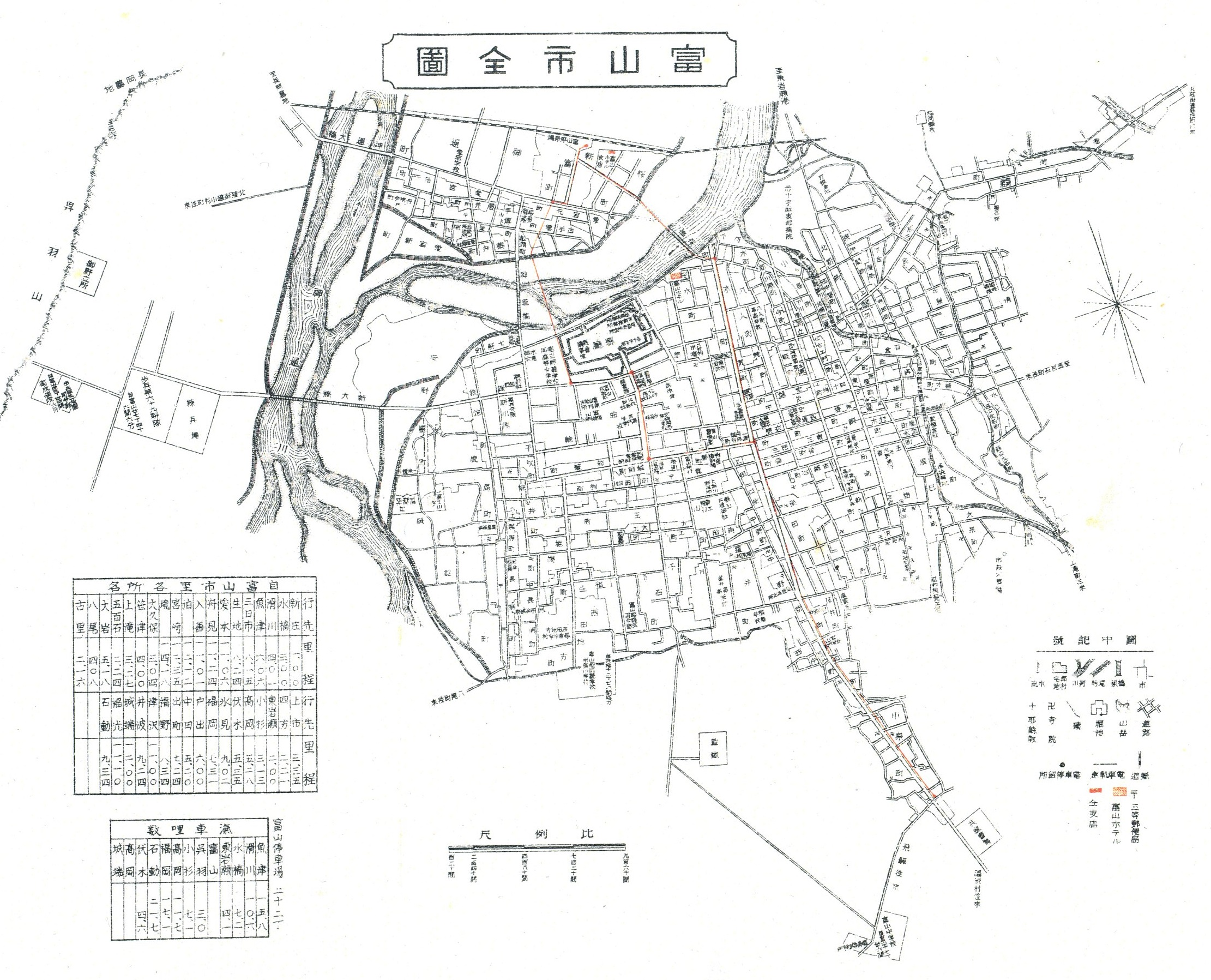
1913年（大正2年）当時の「富山市全図」。朱線で示されているのは、開業直後の富山電気軌道の路線。

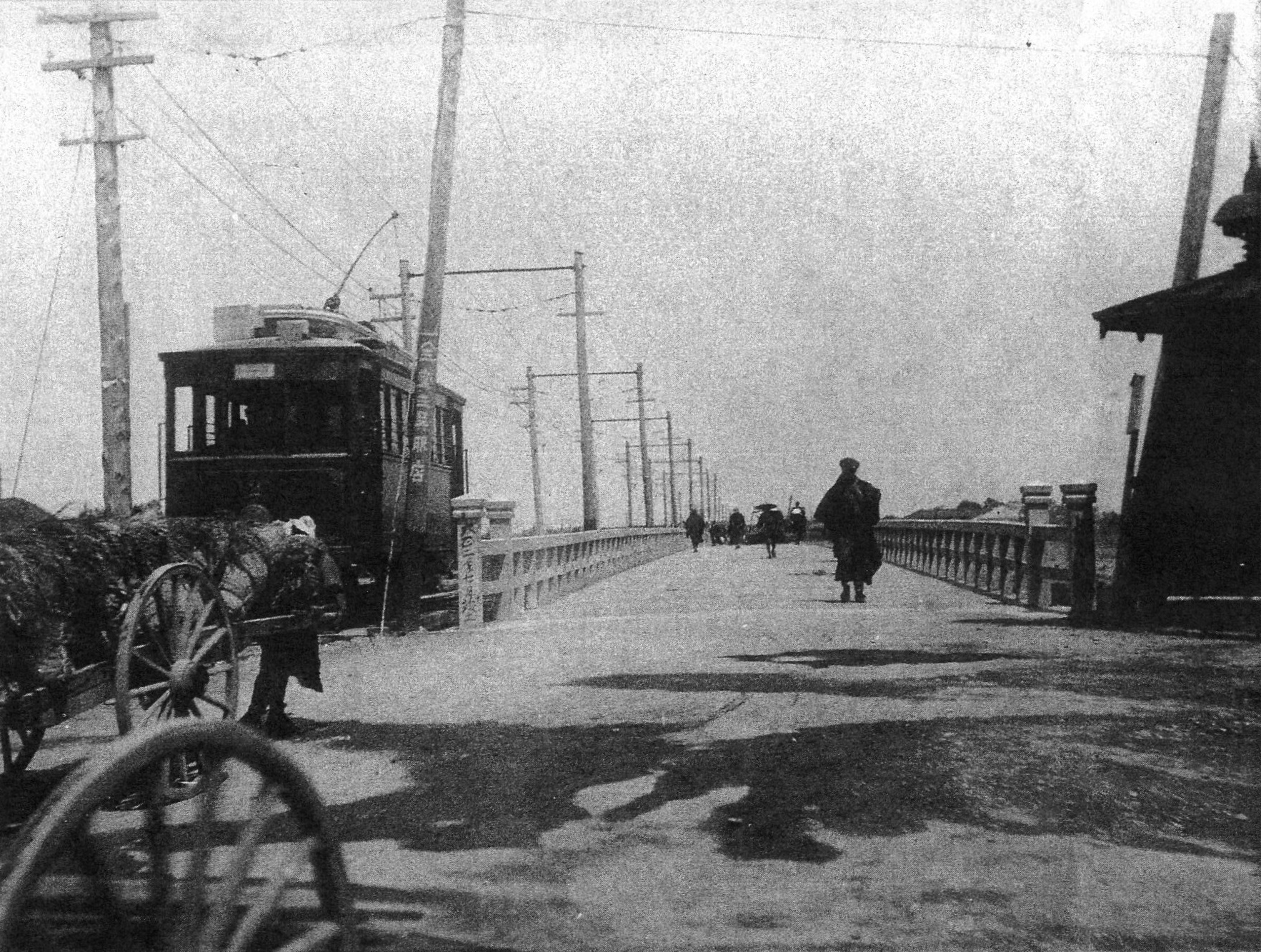
神通川廃川地埋立事業前の旧桜橋と橋梁上を走行する富山電気軌道の車輌。

  - （明治45年）6月1日 - 富山電気軌道が軌道敷設特許申請[17]。
  - （大正元年）11月4日 - 軌道敷設特許取得[66][17]、富山市内に軌道路面電鉄の建設を開始。
- 1913年（大正2年）
  - 5月30日 - 富山電気軌道設立総会を開催[17]。
  - 9月1日 - 本線 富山駅前 - 共進会場前、支線 富山駅前 - 総曲輪 - 西町間開業[17]。
  - 1913年頃 - 共進会場前停留場を女子師範校前停留場に改称[67]。
- 1914年（大正3年）12月28日 - 軌道特許状下付（女子師範校前-堀川新駅前間）[66]。
- 1915年（大正4年）
  - 3月13日 - 本線 女子師範校前 - 堀川新駅前間開業[68]。
  - 12月16日 - 軌道特許状下付（郵便局前-呉羽公園間）[66]。
- 1916年（大正5年）11月22日 - 呉羽線 郵便局前 - 招魂社裏 - 安野屋町 - 呉羽公園間開業[17][注釈 4]。
- 1920年（大正9年）
  - 7月1日  - 富山市に富山市電軌課発足、市に譲渡され富山市営軌道となる[69]。
  - 1914年（大正3年）-1920年（大正9年） - 新富町停留場（初代）、車庫前停留場新設[67]。
  - 1920年（大正9年）頃 - 電気課前停留場新設。
- 1921年（大正10年）-1923年（大正12年） - 女子師範校前停留場を女学校前停留場に改称[67]。
- 1922年（大正11年）11月1日 - 軌道特許状下付（富山市西町-上新川郡奥田村間）[70]。
- 1928年（昭和3年）10月21日 - 東部線 西町 - 通坊前 - 東田地方間開業[66]。
- 1929年（昭和4年）7月21日 - 赤十字病院前停留場新設[67]。
- 1930年（昭和5年）
  - 1930年（昭和5年）以前 - 東堤町停留場新設[67]。
  - 6月12日 - 神通川廃川地埋立事業及び富岩運河開鑿工事の起工式を行う[71]。
- 1931年（昭和6年）以前 - 練兵場前停留場新設[67]。
- 1933年（昭和8年）1月9日 - 堀川大町停留場新設[67]。
- 1934年（昭和9年）頃 - 桜橋 - 富山駅前 - 総曲輪間のルート変更。赤十字病院角停留場新設。車庫前停留場廃止[67]。神通川廃川地埋立事業前の富山市。神通川廃川地埋立事業竣工後の富山市。
- 1935年（昭和10年）
  - 9月10日 - 古手伝町停留場を移設[67]。

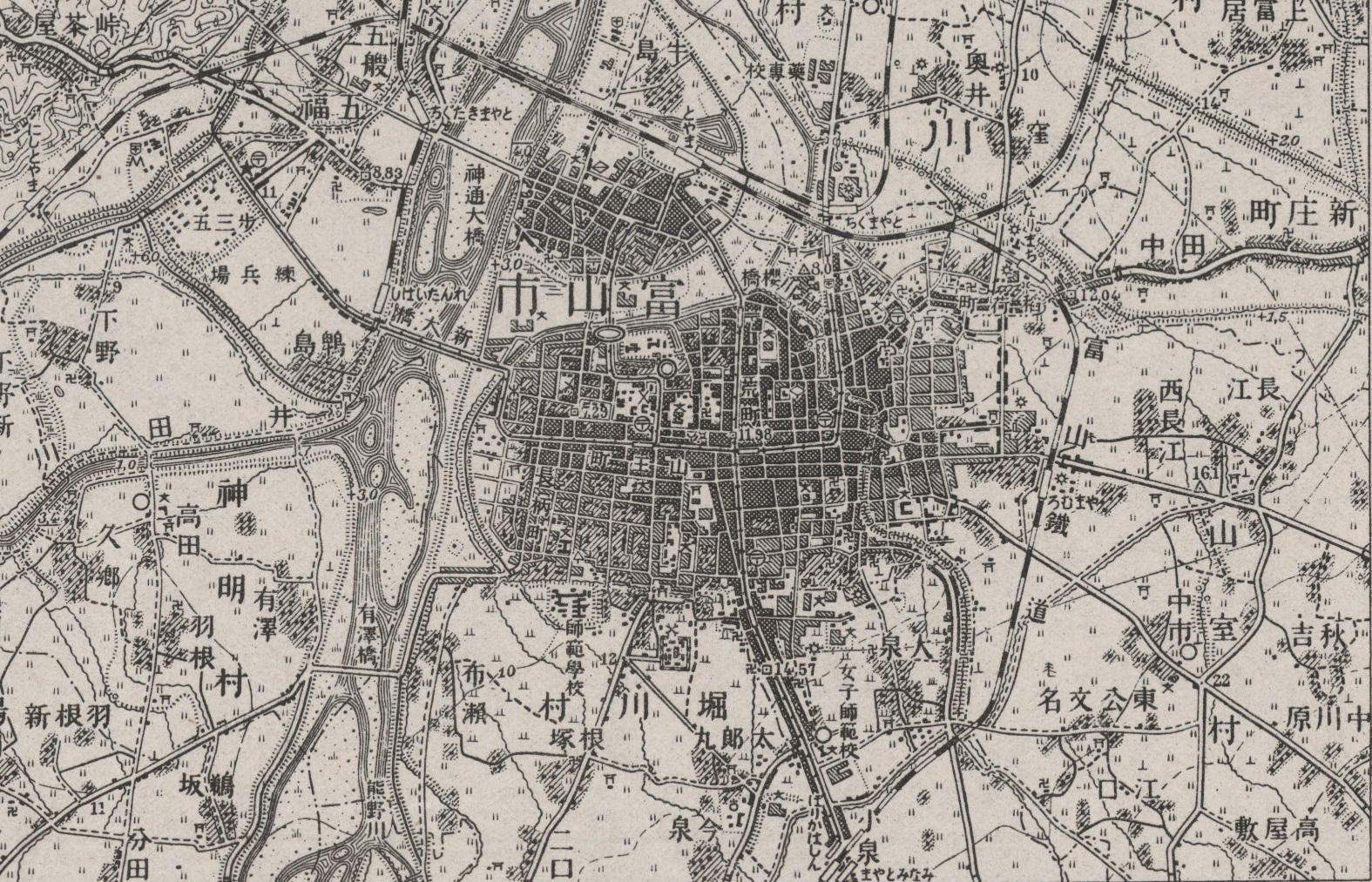
神通川廃川地埋立事業前の富山市。

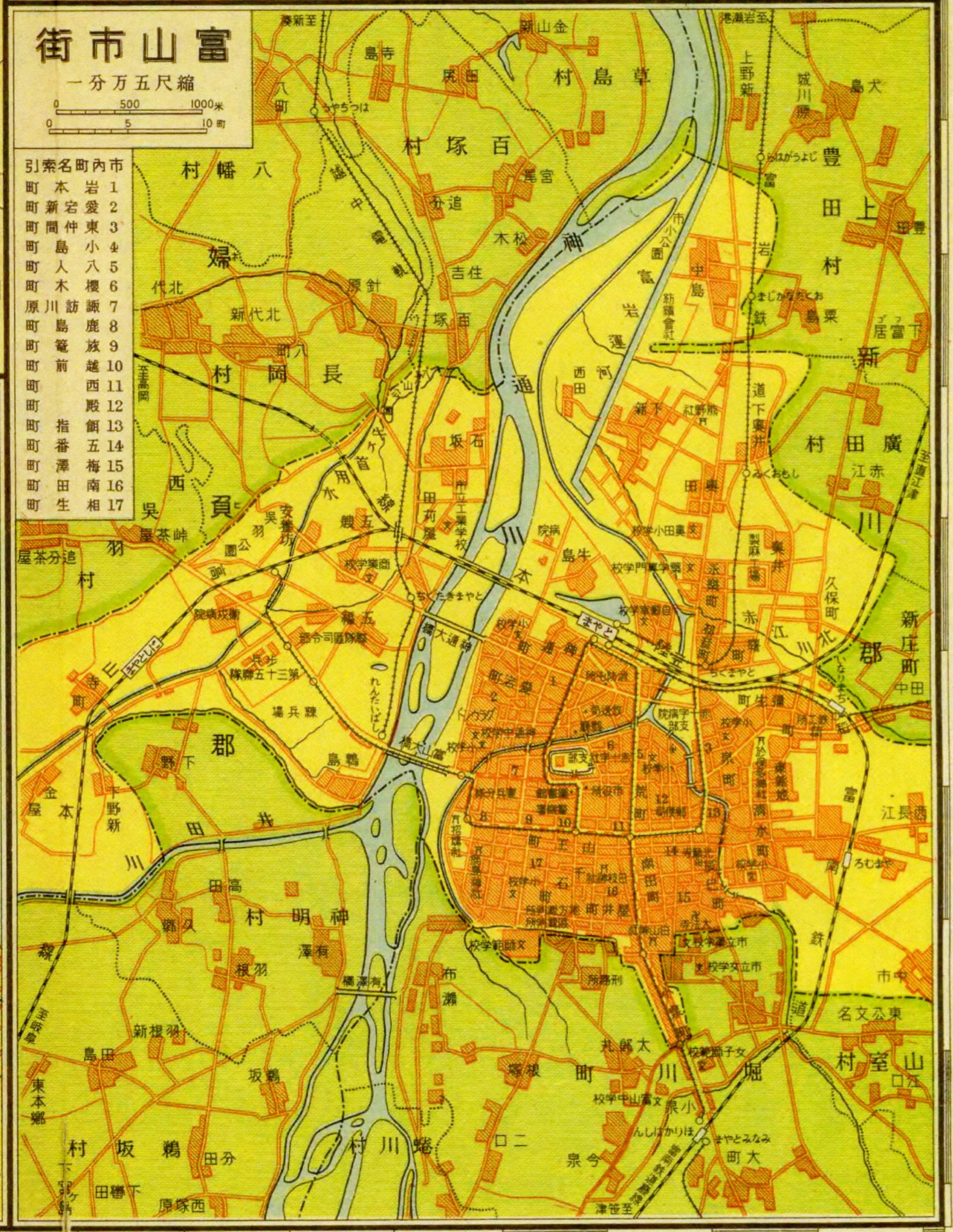
神通川廃川地埋立事業竣工後の富山市。

  - 10月16日 - 軌道特許状下付（富山市東田地方町字指引割-同市同町字宮下割間）[72]。宮下線工事中の様子

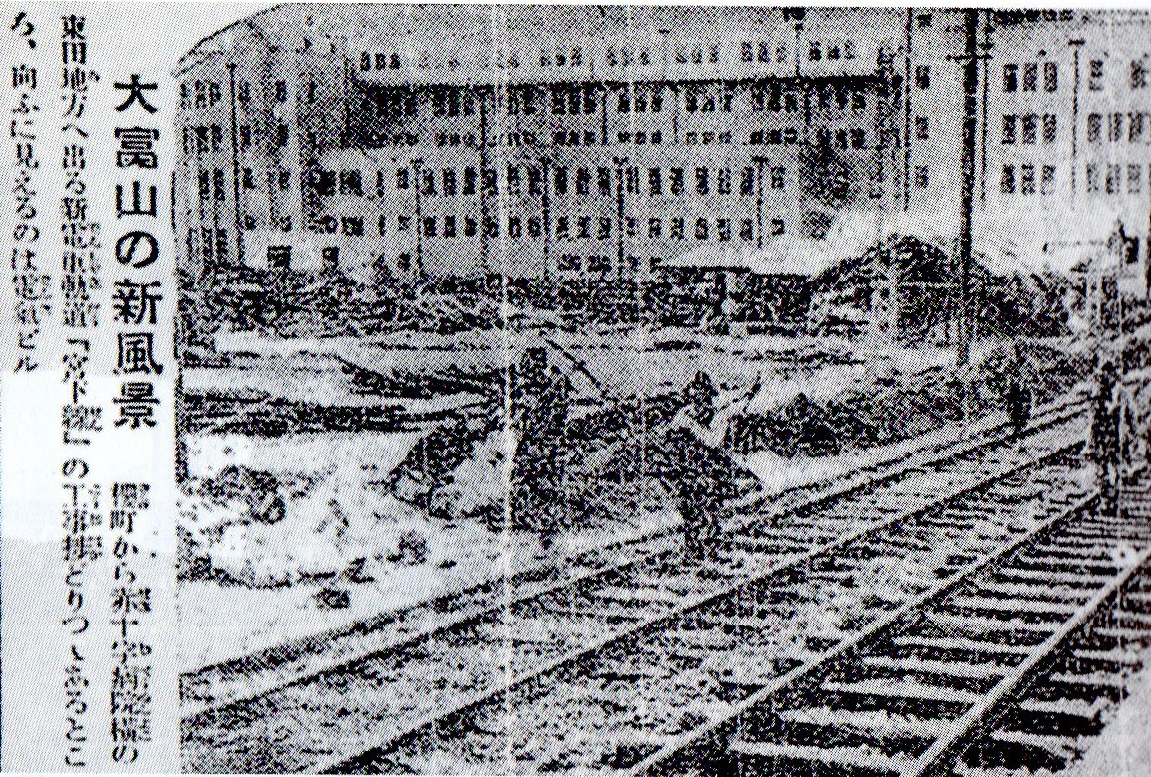
宮下線工事中の様子

- 1936年（昭和11年）富山駅構内に乗入れた戦前の富山駅前停留場昭和10年代の堤町通り

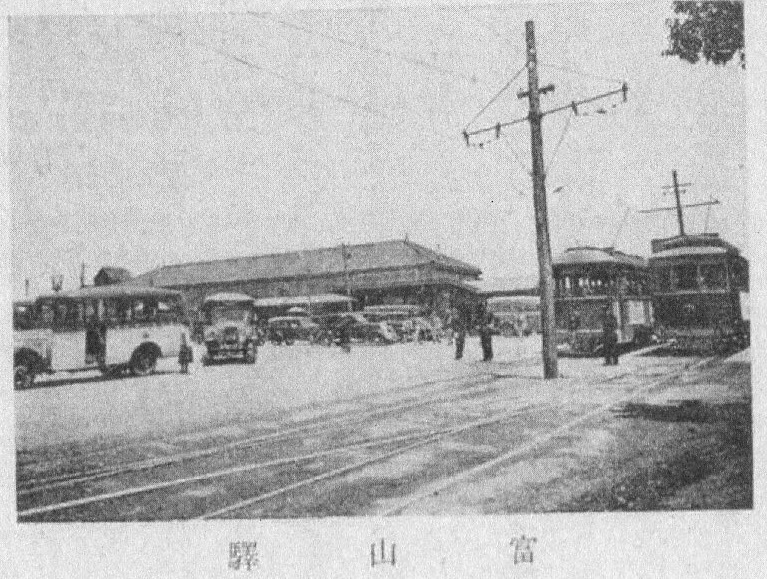
富山駅構内に乗入れた戦前の富山駅前停留場

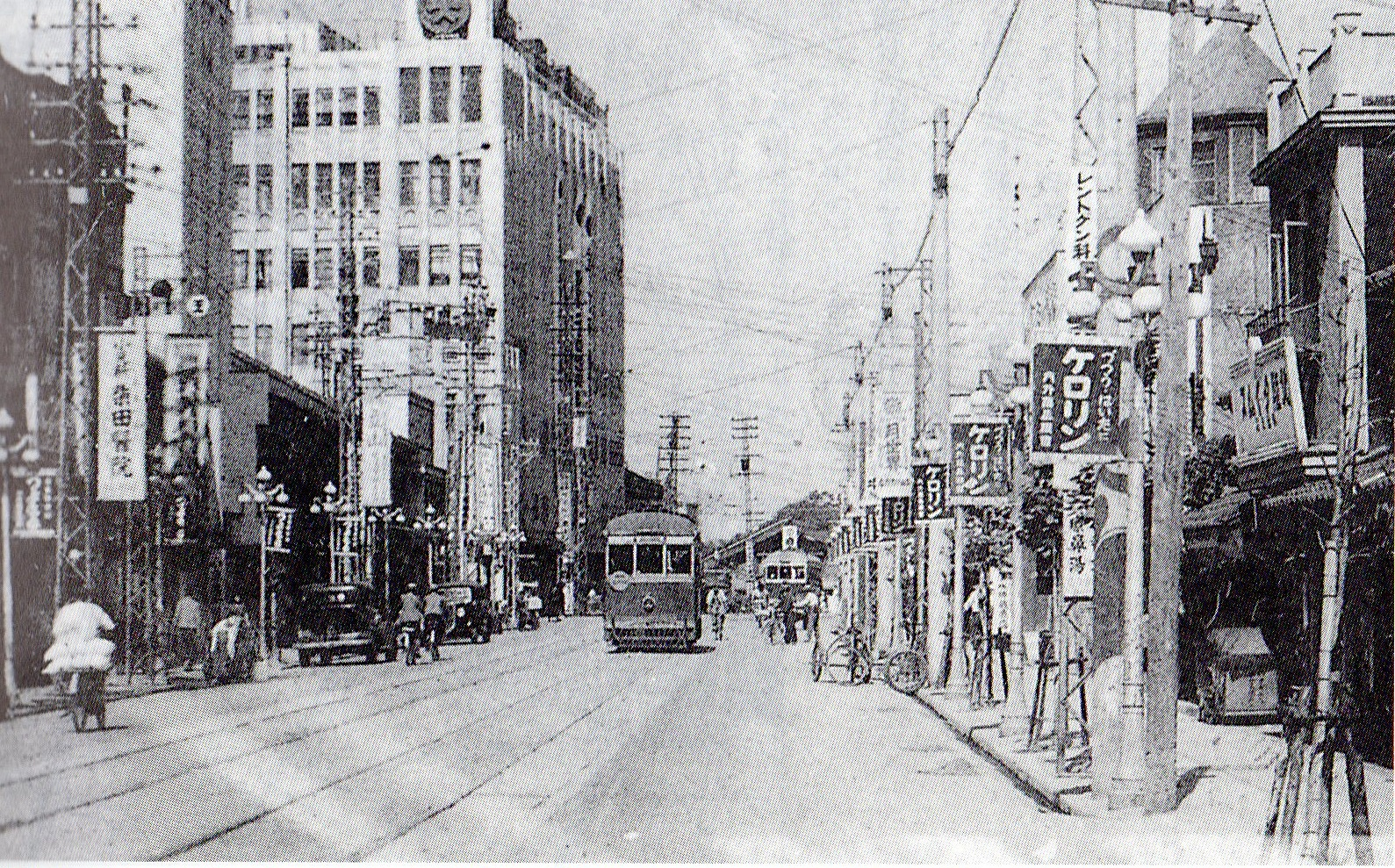
昭和10年代の堤町通り

  - 以前 - 古手伝町停留場を県庁前停留場に改称[73][67]。
  - 2月1日 - 神通川廃川地の町名を設定する[71]。
  - 4月15日 - 宮下線 赤十字病院角 - 桜橋北詰[67]間開業[74]
  - 10月13日 - 富山駅構内乗入れ[75]。
  - 12月21日 - 脳病院前停留場廃止[67]。
  - 以降 - 富山銀行前停留場新設[73][67]。
- 1937年（昭和12年）
  - 4月7日 - 陸軍病院前停留場新設、衛戍病院前停留場を西富山口停留場に改称[67]。
  - 9月11日 - 富山市と富山電気ビルデイングとの契約により、同日付より桜橋北詰停留場を電気ビル前停留場に改称[76]。
- 1938年（昭和13年）- 1939年（昭和14年） - 議事堂裏停留場（県会議事堂裏停留場）を大正会館裏停留場に改称[67]。
- 1939年（昭和14年）4月17日 - 招魂社前停留場廃止、招魂社裏停留場を護国神社前停留場に改称[67]。
- 1940年（昭和15年）9月18日 - 練兵場前停留場を県立富山工業学校前停留場、聯隊前停留場を五福停留場に改称[67][77]。
- 1942年（昭和17年）
  - 以前 - 富山銀行前停留場廃止[67]。
  - 以降 - 新富町停留場（初代）廃止[67]。
- 1943年（昭和18年）
  - 以前 - 安野屋町停留場を安野屋停留場に改称[78]。白山社前停留場を廃止し、西中野停留場を北に移設[67]。
  - 1月1日 - 富山地方鉄道に譲渡される[79]。
  - 3月1日 - 全便急行運転実施。通過停留場は休止扱い[78]。
  - 6月11日 - 堀川新駅前駅を南富山駅前駅に改称[68]。
  - 11月29日 - 富山駅構内乗入線廃止、路盤撤去[80]。
- 1944年（昭和19年）5月17日
  - 呉羽線 陸軍病院前 - 呉羽公園間、東部線 赤十字病院角 - 東田地方間休止（復旧せずそのまま廃止）[78]。
  - 北新町停留場廃止[67]。
- 1945年（昭和20年）1945年（昭和20年）8月の富山大空襲により焦土と化した富山市

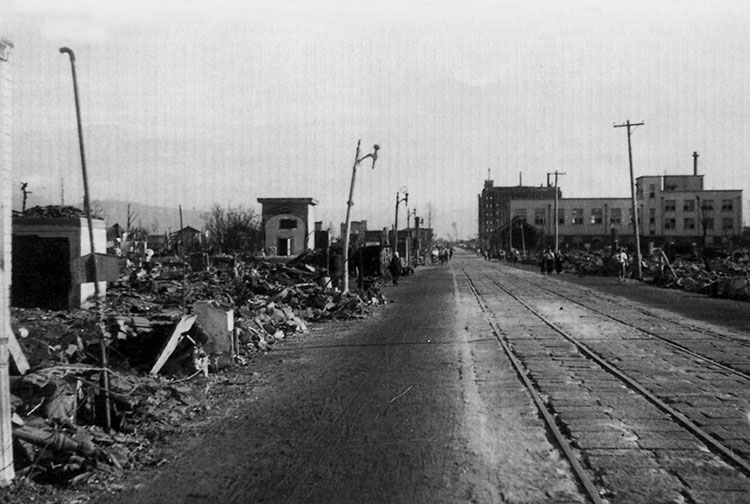
1945年（昭和20年）8月の富山大空襲により焦土と化した富山市

  - 1月10日 - 呉羽線 新富山駅前 - 陸軍病院前間休止[78]（大学前 - 陸軍病院前は復旧されず廃止）。
  - 8月2日 - 富山大空襲による戦災により全線休止[81]。
  - 9月16日 - 南富山駅前 - 富山駅前間のバス代行運転開始[81]。富山軌道線の再開を報ずる新聞記事
- 1946年（昭和21年）

富山軌道線の再開を報ずる新聞記事

  - 1月14日 - 本線 南富山駅前 - 富山駅前間営業再開[82][注釈 5]。
  - 5月15日 - 呉羽線 新富山駅前 - 越前町[注釈 6]間、支線 越前町 - 西町間営業再開。射水線連絡線新設[82]。
- 1947年（昭和22年）4月1日 - 女学校前停留場を小泉町停留場（旧）に改称[81]。
- 1948年（昭和23年）
  - 9月1日 - 東部線 西町 - 雪見橋間営業再開[82][注釈 7]
  - 12月15日 - 東部線 雪見橋 - 上り立町間営業再開[82]。
- 1949年（昭和24年）
  - 3月15日 - 支線 富山駅前 - 旅篭町間営業再開[82][注釈 8]。
  - 12月30日 - 東部線 上り立町 - 東田地方[注釈 9]間、宮下線 東田地方 - 電気ビル前間営業再開[82]。環状運転開始[81]。
- 1950年（昭和25年）
  - 5月15日 - 小泉町停留場（旧）を堀川小泉停留場に改称し、小泉町停留場新設[83]。
  - 10月1日 - 笹津線、南富山駅前 - 西町間への乗り入れ開始[83]。
  - 12月31日 - 射水線、新富山駅前 - 旅篭町 - 西町間への乗り入れ開始[83]。
- 1951年（昭和26年）10月10日 - 桜町車庫を千歳町へ移転[83]。
- 1952年（昭和27年）
  - 以前 - 堀川大町停留場を南小泉停留場に改称[67]。
  - 8月5日 - 総曲輪停留場を丸の内停留場に改称[67]。安野屋線 丸の内 - 安野屋間開業、呉羽線 旅篭町 - 護国神社前 - 安野屋間廃止[83]。
  - 12月20日 - 旅篭町 - 越前町間複線化[83]。
- 1954年（昭和29年）
  - 1月14日 - 越前町 - 西町間複線化[83]。
  - 1月25日 - 桜町停留場を郵便局前停留場に改称[83]。
  - 3月20日 - 呉羽線 新富山駅前 - 大学前間営業再開[83]。五福停留場を大学前停留場に改称、県立富山工業学校前停留場を工業高校前停留場に改称し移転、球場前停留場新設[67]。
  - 3月31日 - 軌道線整備工事完工[83]。残存休止区間は廃止。
  - 4月1日 - 笹津線の乗り入れ区間を富山駅前まで延長[83]。
- 1956年（昭和31年）9月10日 - 軌道線再整備（複線化）工事着工[83]。
- 1957年（昭和32年）
  - 6月30日 - 堀川小泉 - 南小泉間複線化[83]。
  - 10月28日 - 西中野 - 堀川小泉間複線化[83]。
  - 12月10日 - 7000形電車就役[83]。
- 1959年（昭和34年）9月11日 - 通坊前停留場を中教院前停留場に改称し移転[67]。
- 1960年（昭和35年）3月20日 - 南小泉 - 南富山間複線化[83]。山室線の開通

山室線の開通

- 1961年（昭和36年）7月18日 - 山室線 中教院前 - 不二越駅前間開業、射水線乗り入れ中止[83]。
- 1962年（昭和37年）
  - 以前 - 南小泉停留場を大町停留場に改称[67]。
  - 5月1日 - 清水北銀前停留場新設。神通町停留場を新富町停留場に改称[83]。
  - 12月15日 - 上り立町 - 東田地方間整備工事竣工[83]。
- 1964年（昭和39年）11月8日 - 東部線 東田地方 - 郵便局前開業、宮下線 東田地方 - 電気ビル前間廃止[83]。
- 1965年（昭和40年）4月15日 - 木町停留場を荒町停留場に、上り立町停留場を北新町停留場に、南田町停留場を上本町停留場に改称[83]。
- 1966年（昭和41年）
  - 8月1日 - 富山地方鉄道鉄軌道部を分割し軌道部設立[83]。
  - 11月15日 - 郵便局前停留場を地鉄ビル前停留場に改称[67]。
- 1967年（昭和42年）
  - 10月10日 - 笹津線乗り入れ中止[84]。
  - 12月30日 - 堀川車庫竣工。千歳町から移転[84]。
- 1968年（昭和43年）
  - 3月31日 - 南富山駅舎新築および軌道部総合ビル竣工[84]。
  - 9月9日 - 軌道部を鉄道部と再統合し鉄軌道部発足[84]。
- 1969年（昭和44年）
  - 6月24日 - 一部系統でワンマン運転開始（第1次ワンマン化）[84]。
  - 7月2日 - 豪雨により富山大橋一部陥没。呉羽線 安野屋 - 新富山駅前間休止[84]。
  - 10月1日 - 呉羽線 球場前 - 大学前間廃止、球場前を大学前と改称[84]。
  - 10月12日 - ワンマン運転系統増加（第2次ワンマン化）[84]。
- 1970年（昭和45年）6月25日 - 富山大橋復旧。呉羽線 安野屋 - 新富山駅前間営業再開[84]。
- 1972年（昭和47年）
  - 6月1日 - 清水北銀前停留場を元町北銀前停留場に改称[84]。
  - 9月21日 - 東部線 中教院前 - 地鉄ビル前間廃止[84]。
- 1973年（昭和48年）3月31日 - 支線 西町 - 旅篭町 - 丸の内間廃止[84]。
- 1976年（昭和51年）頃 - 工業高校前停留場廃止[67]。
- 1977年（昭和52年）8月31日  - 射水線、新富山駅前 - 富山駅前間への乗り入れ再開[84]。
- 1980年（昭和55年）4月1日 - 射水線廃止により乗り入れ中止[85]。新富山駅前停留場を新富山停留場に改称[67]。
- 1984年（昭和59年）4月1日 - 東部線 西町 - 中教院前間、山室線中教院前 - 不二越駅前間廃止[67]。
- 1998年（平成10年）5月7日 - 富山地方鉄道が富山市より路線を譲渡される際に締結していた、運賃改定の際には市の同意を要することなどを内容とする『路面電車ノ運賃ニ関スル覚書』を破棄する[86]。
- 2004年（平成16年）4月21日 - 富山ライトレール設立、JR富山港線を富山市が譲り受けて路面電車化し、北陸新幹線延伸開業後に在来線が高架化される富山駅の高架下を縦断して富山軌道線と接続し、相互乗り入れ計画が正式に始動[20]。
- 2006年（平成18年）4月29日 - 富山ライトレール開業[51]。富山市内で富山駅北口方面では初の軌道線敷設となる。
- 2009年（平成21年）12月23日 - 富山都心線 丸の内 - 西町間開業、環状運転を開始[31][32][注釈 10]。環状線系統で9000形電車「セントラム」運行開始[87]。
- 2010年（平成22年）
  - 3月14日 - IC乗車カード「ecomyca（えこまいか）」を導入[37][36]。同日より富山ライトレールの「Passca（パスカ）」との相互利用を開始[37][36]。
  - 4月28日 - T100形電車「サントラム」運行開始[87][88]。
- 2012年（平成24年）3月24日 - 富山大橋架け替えに伴い安野屋 - 新富山間複線化[48]。安野屋停留場、新富山停留場をそれぞれ移転し鵯島信号所廃止[48]。
- 2013年（平成25年）5月17日 - 中町（西町北）停留場新設[34]。
- 2014年（平成26年）1月27日 - 開業100周年を記念して7000形電車1両を水戸岡鋭治のデザインでリニューアルした「レトロ電車」を運行開始[89][注釈 11]。
- 2015年（平成27年）3月14日 - 富山駅路面電車南北接続事業の一部として整備された、富山駅南北接続線（0.2km）及び富山駅停留場開業[90]。富山駅前停留場を電鉄富山駅・エスタ前停留場に、新富山停留場を富山トヨペット本社前（五福末広町）停留場に改称[59]。北陸新幹線開業に合わせダイヤ改正[59]。サントラムの第3編成目を運行開始[59]。
- 2019年（平成31年）2月9日 - 各停留場にナンバリングを導入[65]。

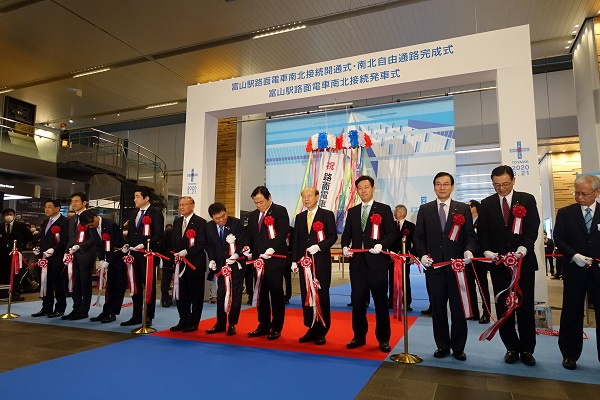
富山駅路面電車南北接続開通式。2020年3月20日。

- 2020年（令和2年）3月21日 - 富山港線富山駅北停留場を富山駅停留場に統合し、富山港線と相互直通運転を開始[91][92]。大学前停留場を富山大学前停留場に改称[93]。
- 2021年（令和3年）
  - 1月1日 - 富山トヨペット本社前（五福末広町）停留場をトヨタモビリティ富山 Gスクエア五福前（五福末広町）停留場に改称[94]。
  - 10月10日 - 「ICOCA」などの全国相互利用サービスに対応した交通系ICカードが利用可能となる（ecomycaやpasscaが全国で使用できるようになるわけではない）[40][95]。

## 今後の計画・伸延構想

### 上滝線との直通
2008年（平成20年）5月、富山市長・森雅志が上滝線のLRT化の検討を示唆した。そして富山軌道線との直通運転を行う構想が示された。

### 富山大学前停留場からの延伸
富山大学は2012年（平成24年）1月26日、現在終点となっている大学前（現在の富山大学前）停留場から同大工学部前までの延伸を富山地鉄や富山市、県に要望することを決めた。同大の延伸案では大学前停留場から五福公園と富大五福キャンパスの間を南西方向に貫き、さらに南東方向に折れて同大工学部前まで伸ばし、県営富山野球場付近と工学部前に新たな停留場を設けるとしている。また同大では2013年4月を目処に学生証のICカード化を図り、学生証に「ecomyca」の機能を搭載させた。同大による市電延伸構想に対し、富山地鉄の川岸宏社長は3月16日に行われた新聞社とのインタビューで「クリアしなければならない問題はあるが前向きに捉えている」との立場を示し、富山地鉄が費用負担をしないことなどを条件に受け入れる考えを示している。五福地区の地元住民も市電延伸案を説明するため1月26日に行われた富山大との懇談会でおおむね賛成の姿勢を示したが、ルートに関して「（現行案では）呉羽方面への延伸可能性が無くなるのではないか」との声も聞かれ、富山大では地元との協議を重ねることになった。

## 停留場一覧
全停留場が富山県富山市内に所在。廃止関連各項の詳細年月日は年表を参照。

### 営業中の区間
| 駅番号 | 停留場名                    | 駅間キロ | 累計キロ | 接続路線（太字）・備考・駅周辺 |
| ------ | --------------------------- | -------- | -------- | --- |
| C01    | 南富山駅前停留場            | -        | 0.0      | 富山地方鉄道：不二越線・上滝線（南富山駅: T61） |
| C02    | 大町停留場                  | 0.3      | 0.3      | 富山高等学校 |
| C03    | 堀川小泉停留場              | 0.3      | 0.6      | 富山いずみ高等学校・富山市立図書館堀川分館 |
| C04    | 小泉町停留場                | 0.4      | 1.0      | 城南公園 |
| C05    | 西中野停留場                | 0.3      | 1.3      | 城南公園（富山市科学博物館） |
| C06    | 広貫堂前停留場              | 0.2      | 1.5      | 広貫堂本社 |
| C07    | 上本町停留場                | 0.3      | 1.8      | 日枝神社 |
| C08    | 西町停留場                  | 0.3      | 2.1      | TOYAMAキラリ（富山市立図書館 本館、富山市ガラス美術館、富山第一銀行 本店）・総曲輪通り商店街・総曲輪フェリオ（大和富山店）・グランドプラザ・中央通り商店街・北陸銀行本店・ギャルリ・ミレー・てるてる亭・日枝神社 |
| -      | （西町交）注                | 0.1      | 2.2      | 富山地方鉄道：富山都心線（旅客乗降扱いなし） |
| C09    | 中町（西町北）停留場        | 0.1      | 2.3      | ※富山駅方面のみ設置された停留場 総曲輪通り商店街・中央通り商店街・北陸銀行本店・ギャルリ・ミレー・てるてる亭・グランドプラザ・浄土真宗本願寺派富山別院（西別院）                                                 |
| C10    | 荒町停留場                  | 0.2      | 2.5      | 浄土真宗本願寺派富山別院（西別院） |
| C11    | 桜橋停留場                  | 0.3      | 2.8      | 松川べり彫刻公園・桜橋・富山市役所 |
| C12    | 電気ビル前停留場            | 0.3      | 3.1      | 富山電気ビルディング・ホテルグランテラス富山・富山県教育記念館 |
| C13    | 地鉄ビル前停留場            | 0.2      | 3.3      | 富山地鉄ビル（富山地方鉄道本社）・富山中央郵便局・富山地鉄ゴールデンボウル |
| C14    | 電鉄富山駅 ・エスタ前停留場 | 0.3      | 3.6      | 富山地方鉄道：富山軌道線（支線） エスタ・富山地鉄ホテル・マリエとやま・CiC（シック） |

| 駅番号 | 停留場名                                                  | 駅間キロ | 累計キロ | 接続路線（太字）・備考・駅周辺 |
| ------ | --------------------------------------------------------- | -------- | -------- | --- |
| C14    | 電鉄富山駅 ・エスタ前停留場                               | -        | 0.0      | 富山地方鉄道：富山軌道線（本線） エスタ・富山地鉄ホテル・マリエとやま・CiC（シック）                                                                                        |
| -      | （支線接続点）                                            |          |          | 富山地方鉄道：富山軌道線（富山駅南北接続線）（旅客乗降扱いなし） |
| C16    | 新富町停留場                                              | 0.3      | 0.3      | |
| C17    | 県庁前停留場                                              | 0.3      | 0.6      | 富山県庁・県庁前公園・富山県警察本部・北日本新聞本社・NHK富山放送局・富山県民会館・舟橋・高志の国文学館・富山中部高等学校・松川べり彫刻公園                                 |
| C18    | 丸の内停留場                                              | 0.4      | 1.0      | 富山地方鉄道：富山軌道線（富山都心線） 富山丸の内合同庁舎（富山税務署）・富山城址公園（富山城・富山市郷土博物館・佐藤記念美術館）・富山国際会議場・大手モール（大手町通り） |
| C19    | 諏訪川原停留場                                            | 0.3      | 1.3      | 舟橋 |
| C20    | 安野屋停留場                                              | 0.1      | 1.4      | 富山まちなか病院・富山縣護國神社・富山中部高等学校 |
| C21    | トヨタモビリティ富山 Gスクエア五福前 （五福末広町）停留場 | 1.0      | 2.4      | トヨタモビリティ富山Gスクエア五福・富山商業高等学校・富山県水墨美術館 |
| C22    | 富山大学前停留場                                          | 0.4      | 2.8      | 富山大学五福キャンパス・富山工業高等学校・富山県五福公園（富山県五福公園陸上競技場、県営富山野球場など）                                                                    |

| 駅番号 | 停留場名               | 駅間キロ | 累計キロ | 接続路線（太字）・備考・駅周辺 |
| ------ | ---------------------- | -------- | -------- | --- |
| C18    | 丸の内停留場           | -        | 0.0      | 富山地方鉄道：富山軌道線（支線・安野屋線） 富山丸の内合同庁舎（富山税務署）・富山城址公園（富山城・富山市郷土博物館・佐藤記念美術館）・富山国際会議場・大手モール（大手町通り）                |
| C23    | 国際会議場前停留場     | 0.3      | 0.3      | 富山国際会議場・ANAクラウンプラザホテル富山・富山城址公園（富山城・富山市郷土博物館・佐藤記念美術館）・大手モール（大手町通り）・富山県信用組合本店・富山市民プラザ                            |
| C24    | 大手モール停留場       | 0.2      | 0.5      | 大手モール・富山市民プラザ・総曲輪通り商店街・ユウタウン総曲輪・秋水美術館 |
| C25    | グランドプラザ前停留場 | 0.2      | 0.7      | グランドプラザ・総曲輪フェリオ（大和富山店）・総曲輪通り商店街・TOYAMAキラリ（富山市立図書館 本館、富山市ガラス美術館、富山第一銀行 本店）・日枝神社・真宗大谷派富山別院（東別院）・秋水美術館 |
| -      | （西町交）注           | 0.2      | 0.9      | 富山地方鉄道：富山軌道線（本線）（旅客乗降扱いなし） |

| 駅番号 | 停留場名       | 駅間キロ | 累計キロ | 接続路線（太字）・備考・駅周辺 |
| ------ | -------------- | -------- | -------- | --- |
| -      | （支線接続点） | -        | 0.0      | 富山地方鉄道：富山軌道線（支線）（旅客乗降扱いなし）                                                                                               |
| C15    | 富山駅停留場   | 0.2      | 0.2      | 西日本旅客鉄道： 北陸新幹線・高山本線（富山駅） あいの風とやま鉄道：あいの風とやま鉄道線（富山駅） 富山地方鉄道：本線（電鉄富山駅: T01）・富山港線 |

- 注：本線と富山都心線との合流地点について、富山地方鉄道による環状線キロ程 (PDF) には「西町交」と記載されている。他方、平成26年度『鉄道要覧』p.300掲載の線路図では地点名は示されていない。

### 廃止停留場・信号所
廃止区間の停留場は別項を参照。
本線
- 白山社前停留場：西中野 - 広貫堂前間
- 中町停留場：中町（西町北）停留場付近
- 桜木町停留場：荒町 - 桜橋間
- 展覧会場停留場：旧線区間（臨時停留場）
- 電気課前停留場：旧線区間

支線
- 新富町停留場（初代）：支線接続点付近
- 車庫前停留場：支線接続点 - 新富町停留場間
- 大正会館裏停留場：県庁前 - 丸の内間

呉羽線
- 鵯島信号所：トヨタモビリティ富山 Gスクエア五福前（五福末広町） - 大学前間
- 工業高校前停留場：トヨタモビリティ富山 Gスクエア五福前（五福末広町） - 大学前間

### 廃止区間
亀甲括弧（〔〕）表記の停留場は路線廃止より前に休止・廃止された停留場
支線（旧線区間）
総曲輪停留場（現・丸の内） - 市役所前停留場 - 郵便局前停留場（後の越前町停留場）
支線
総曲輪停留場（現・丸の内） - 旅篭町停留場 - 越前町停留場 - 〔富士銀行前停留場〕 - 西町停留場
呉羽線
（郵便局前停留場 - ）旅篭町停留場 - 裁判所前停留場 - 桃井町停留場 - 護国神社前停留場 - 〔招魂社前停留場〕 - 安野屋停留場 …（現存区間）… 大学前停留場（元・球場前停留場） - 大学前停留場（初代） - 〔西富山口停留場〕 - 陸軍病院前停留場 - 〔脳病院前停留場〕 - 呉羽公園停留場
東部線
西町停留場 - 〔東堤町停留場〕 - 中教院前停留場 - 雪見橋停留場 - 北新町停留場 - 〔北新町停留場（初代）〕 - 赤十字病院前停留場 - 東田地方停留場（2代） - 地鉄ビル前停留場
東部線（旧線区間）
赤十字病院角停留場（後の東田地方停留場（2代）） - 東田地方停留場（初代）
宮下線
東田地方停留場（2代） - 電気ビル前停留場
山室線
中教院前停留場 - 清水町停留場 - 元町北銀前停留場 - 不二越駅前停留場

### 過去の接続路線
いずれも富山地方鉄道の鉄道線、軌道線との接続であった。
営業中の停留場
- 南富山駅前停留場：笹津線
- 西町停留場：支線、東部線
- 電気ビル前停留場：宮下線
- 地鉄ビル前停留場：東部線
- トヨタモビリティ富山 Gスクエア五福前（五福末広町）停留場：射水線

廃止された停留場
- 旅篭町停留場：呉羽線
- 中教院前停留場：山室線
- 東田地方停留場（2代）：宮下線
- 東田地方停留場（初代）：本線（富山田地方駅）
- 不二越駅前停留場：不二越線（不二越駅）